# Alonso Morales
Alonso Morales (ur. 1 marca 1947) – kolumbijski strzelec, olimpijczyk.
Specjalizował się w strzelaniu do rzutków. Uczestnik Letnich Igrzysk Olimpijskich 1984, na których zajął 57. miejsce w trapie wśród 70 startujących zawodników. Drużynowy brązowy medalista Igrzysk Ameryki Środkowej i Karaibów 1978 (wraz z Andrésem Garcíą i Gustavo Garcíą).

## Wyniki

### Igrzyska olimpijskie
| Igrzyska         | Konkurencja | Wynik    | Miejsce | Źródło |
| ---------------- | ----------- | -------- | ------- | ------ |
| Los Angeles 1984 | Trap        | 166 pkt. | 57      | [ 1 ]  |